# Командование сил флота США

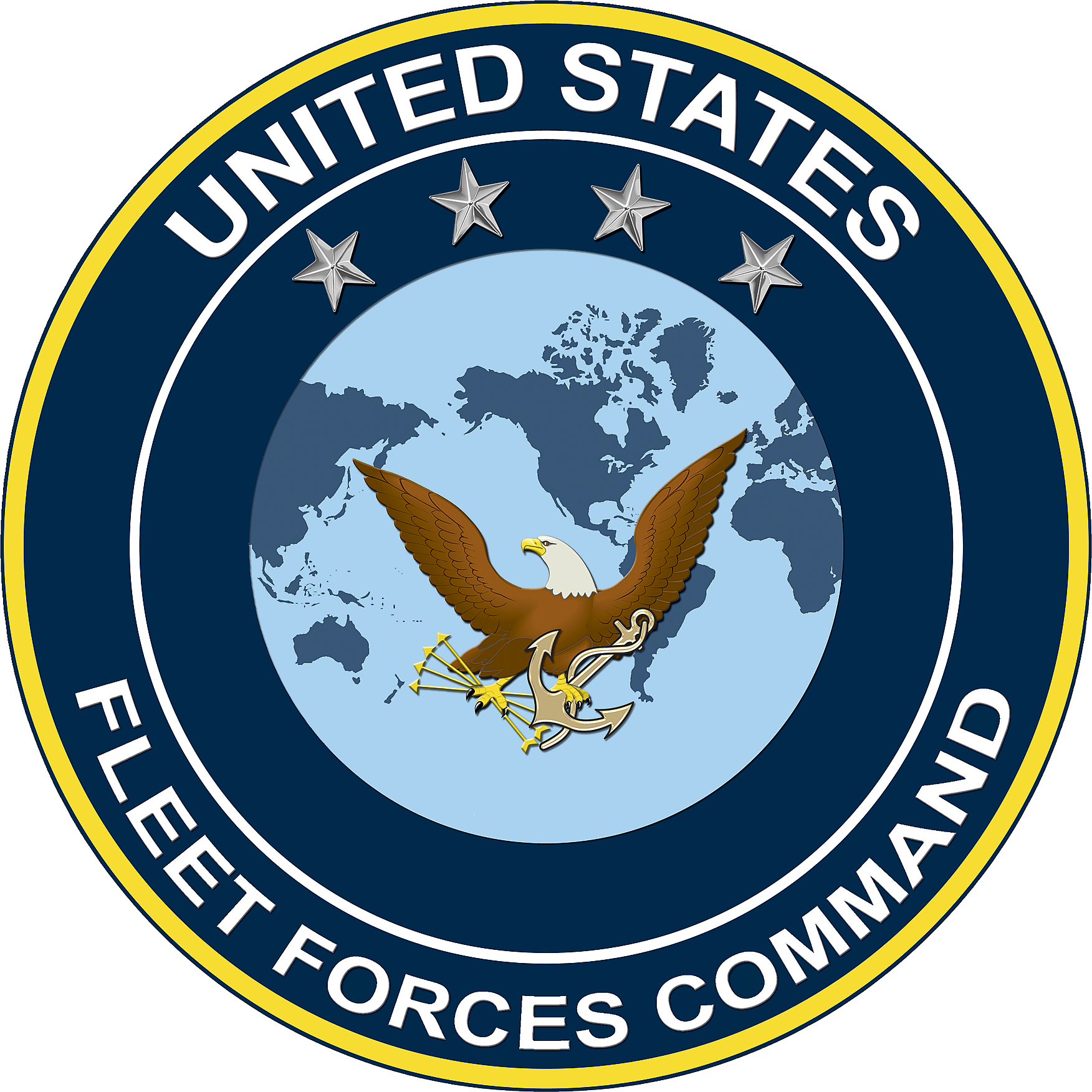
Логотип командования

Командование сил флота США (англ. US Fleet Forces Command), бывший Атлантический флот США (сокр. англ. USLANTFLT) — административно-стратегическая единица ВМС США, объединяющая соединения и подразделения военно-морского флота, корпуса морской пехоты и военно-морской авиации 2, 4 и 6 оперативных флотов ВМС США.
Атлантический флот был организован одновременно с Тихоокеанским флотом ВМС США в 1906 г. по инициативе президента США Теодора Рузвельта.
В 1923 году был реорганизован в патрульно-разведывательные силы. В 1941 г. вновь получил статус флота и прежнее название, при этом ранг командующего Атлантическим флотом повысился с контр-адмирала до адмирала.
С 1947 по 1985 гг. командующий флотом именовался главнокомандующим (сокр. англ. CINCLANTFLT), совмещая должность последнего с должностью главнокомандующего вооружёнными силами США в зоне Атлантического океана и одновременно ВГК ОВС НАТО на Атлантике. С 1986 г. стал выполнять только обязанности заместителя главнокомандующего вооружёнными силами США в Атлантической зоне.
В октябре 2001 г. главнокомандующий Атлантическим флотом был назначен Руководителем военно-морскими операциями по совместительству командующим только что созданным командованием сил флота (англ. FFC - Fleet Forces Command). С октября 2002 г., с упразднением по инициативе министра обороны США титула главнокомандующего в вооружённых силах, ранг главнокомандующего Атлантическим флотом был понижен до просто командующего.
В мае 2006 г. должность командующего Атлантическим флотом была трансформирована в должность командующего силами флота США (сокр. англ. COMUSFLTFORCOM), что повлекло расширение полномочий бывшего командующего Атлантическим флотом.
С весны 2018 г. по 2021 год должность командующего силами флота США занимал адмирал Кристофер Грэйди. С 7 декабря 2021 года пост занимает адмирал Дэрил Кодл.